# Херман Гьоринг
Херман Вилхелм Гьоринг (на немски: Hermann Wilhelm Göring чуй) е германски политически и военен лидер на Нацистка Германия. Единствен носител на ранга Райхсмаршал.
Участва в Първата световна война като пилот-изтребител от ескадрилата на Барон Манфред Албрехт фон Рихтхофен, а по-късно и като негов заместник. След войната постъпва в Националсоциалистическата германска работническа партия, където е сред първите членове. Гьоринг е сред ранените в проваления Бирен пуч на Адолф Хитлер през 1923 г. По време на лечение за нараняванията си, той развива пристрастяване към морфина, което продължава до последната година от живота му. Като близък съратник на Хитлер, след идването на националсоциалистите на власт, застава на ръководни постове в армията, в държавния и партиен апарат. Ръководител на военновъздушните сили на Райха, Луфтвафе. Едно от първите му действия като министър от кабинета е да контролира създаването на Гестапо, което той отстъпва на Хайнрих Химлер през 1934 г.
До 1941 г. Гьоринг е на върха на силата и влиянието си, а Хитлер го определя за свой наследник и за заместник във всичките му длъжности. С напредването на Втората световна война, позицията на Гьоринг с Хитлер и с германската общественост намалява, след като Луфтвафе се оказва неспособна да предотврати бомбардировките на германските градове от Съюзниците и да възстанови обкръжаващите германски сили в Сталинград. По това време, Гьоринг все повече се оттегля от военната и политическата сцена, за да посвети вниманието си на събирането на собственост и произведения на изкуството, от почти цяла Европа и от еврейските жертви на Холокоста. Информиран на 22 април 1945 г., че Хитлер възнамерява да извърши самоубийство, Гьоринг изпраща телеграма до него, за да получи разрешение да поеме контрола над Райха. Считайки го за предателство, Хитлер отстранява Гьоринг от всичките му позиции, като го изгонва от партията и заповядва ареста му.
След войната Гьоринг е осъден за заговор, престъпления срещу мира, военни престъпления и престъпления срещу човечеството в Нюрнбергските процеси. Той е осъден на смърт чрез обесване, но се самоубива с отрова в килията си, като поглъща цианид в нощта преди да бъде изпълнена присъдата.

## Ранен живот
Гьоринг е роден на 12 януари 1893 г. в Санаториума Мариенбад в Розенхайм, Бавария. Баща му Хайнрих Ернст Гьоринг (31 октомври 1839 г. – 7 декември 1913 г.), е бивш офицер от кавалерията и първият генерален губернатор на германския протекторат на Югозападна Африка (съвременна Намибия). Хайнрих има пет деца от предишен брак. Гьоринг е четвърто от петте деца на втората съпруга на Хайнрих, Франциска Тифенбрун (1859 г. – 15 юли 1943 г.), баварска селянка. По-големите братя и сестри на Гьоринг са Карл, Олга и Паула; по-малкият му брат е Алберт. По времето, когато Гьоринг е роден, баща му е генерален консул в Хаити, а майка му се връща в Германия за кратко, за да роди. Тя оставя шестседмичното бебе с приятел в Бавария и не вижда детето отново 3 години, когато тя и Хайнрих се завръщат в Германия.
Кръстникът на Гьоринг е д-р Херман Епенщайн, богат еврейски лекар и бизнесмен, запознал се с баща му в Африка. Епенщайн осигурява на семейство Гьоринг, което оцелява с пенсията на Хайнрих, първо със семеен дом в Берлин-Фриденау, след това малък замък, наречен Велденщайн, близо до Нюрнберг. През това време, майката на Гьоринг става любовница на Епенщайн и остава такава за около 15 години. Епенщайн придобива малката титла Ritter (рицар) чрез служба и дарения на короната.
Заинтересуван от кариерата на войник от най-ранна възраст, Гьоринг се забавлява да играе с войници играчки и да се облича в униформа Боер, която баща му му е дал. Той е изпратен в интернат на единадесетгодишна възраст, където храната е лоша и дисциплината сурова. Той продава цигулка, за да плати за билета си до вкъщи, и после се качи в леглото си, като се представя за болен, докато му е казано, че няма да се наложи да се връща в интерната. Той продължава да се радва на военни игри, като се преструва, че обсажда замъка Велденщайн и изучава тевтонските легенди и саги. Занимава се и с алпинизъм, като изкачва върховете в Германия, в масива на Мон Блан и в австрийските Алпи. На 16 г. той е изпратен във военна академия в Берлин – Лихтерфелд, която завършва отлично (По време на Нюрнбергските процеси за военни престъпления през 1946 г., психологът Густав Гилберт го измерва като притежаващ коефициент на интелигентност 138).
Гьоринг се присъединява към принц Вилхелм (112-а пехота) на пруската армия през 1912 г. На следващата година майка му се разделя с Епенщайн. Семейството е принудено да напусне Велденщайн и да се премести в Мюнхен. Бащата на Гьоринг умира скоро след това. Когато Първата световна война започва през август 1914 г., Гьоринг се разполага в Мюлуз със своя полк.

## Първа световна война
През първата година от Първата световна война, Гьоринг служи със своя пехотен полк в района на Мюлхаузен, гарнизон, разположен на по-малко от 2 километра от френската граница. Той е хоспитализиран с ревматизъм. Докато се възстановява, приятелят му Бруно Льорцер го убеждава да се прехвърли до Luftstreitkräfte („въздушни бойни сили“) на германската армия, но молбата му е отхвърлена.
След завършването на пилотния тренировъчен курс, Гьоринг е назначен за Jagdstaffel 5. Сериозно ранен в бедрото във въздушен бой, той се лекува почти една година, за да се възстанови. След това е прехвърлен на Jagdstaffel 26, командван от Льорцер, през февруари 1917 г. Той постоянно отбелязва въздушните победи до май, когато е назначен да командва Jagdstaffel 27. Служейки с Jastas 5, 26 и 27, той продължава да печели победи. Освен железните си кръстове (1-ва и 2-ра степен), той получава лъв „Zähringer“ с мечове, орден „Фридрих“, и накрая, през май 1918 г. престижният Pour le Mérite. Според Херман Далман, който познава и двамата мъже, Гьоринг имал лордско лоби за наградата. Той завършва войната с 22 победи. Едно задълбочено следвоенно разследване на загубите на съюзниците показва, че само две от спечелените му победи са съмнителни. Три са възможни и 17 сигурни или много вероятни.
На 7 юли 1918 г. след смъртта на Вилхелм Райнхард, наследник на Манфред фон Рихтхофен, Гьоринг става командир на известния „Летящ цирк“, Jagdgeschwader 1. Неговата арогантност го прави непопулярен с мъжете от неговия ескадрон.
В последните дни на войната, на Гьоринг многократно е наредено да изтегли ескадрона, най-напред до Airdrome на Tellancourt, а след това до Дармщад. В един момент му е наредено да предаде самолета на Антантата, но той отказва. Много от пилотите му умишлено приземяват самолетите си, за да не попадат в ръцете на противника.
Подобно на много други немски ветерани, Гьоринг е застъпник на легендата за нож в гърба, вярата, според която германската армия всъщност не е загубила войната, а вместо това е била предадена от гражданското ръководство: марксисти, евреи и особено на републиканците, които свалят германската монархия.

### След войната
Гьоринг остава в авиацията след войната. Той се опитва да прави барнсторминг (авиошоута) и за кратко работи в компанията Fokker. След прекарване на голяма част от 1919 г., живеещ в Дания, той се премества в Швеция и се присъединява към Svensk Lufttrafik, шведска авиокомпания. Гьоринг често е наеман за частни полети. През зимата на 1920 – 1921 г. е нает от граф Ерик фон Росен, за да го отведе до замъка си от Стокхолм. Приканван да прекара нощта там, Гьоринг може би по това време вижда за пръв път свастиката, която Росен има на комина като семейна значка.
Това е и първият път, когато Гьоринг вижда бъдещата си съпруга, баронеса Карин фон Канцов. Разделена със съпруга си от 10 години, тя има осемгодишен син. Гьоринг веднага се развълнува и я моли да се срещне с него в Стокхолм. Те организират посещение в дома на родителите си и прекарват много време заедно през 1921 г., когато Гьоринг заминава за Мюнхен да следва политически науки в университета. Карин получава развод през декември 1922 г. и се омъжва за Гьоринг в Мюнхен на 3 януари 1923 г. Първият им дом е ловна хижа в Хохкреут в Баварските Алпи, близо до Байришкел, на около 80 километра от Мюнхен. След като Гьоринг се запознава с Адолф Хитлер и се присъединява към нацистката партия (НСДАП) през 1922 г., те се преместват в Оберменцинг, предградие на Мюнхен.

## Ранна нацистка кариера
Гьоринг се присъединява към нацистката партия през 1922 г., след като изслушва реч на Хитлер. През 1923 г. той получава командването на Щурмабтайлунг (СА) като СА-Фюрер. По-късно, той е назначен за СА-Групенфюрер (генерал-лейтенант) и заема този ранг до 1945 г. По това време Карин, която харесва Хитлер, често е домакиня на срещи на водещи нацисти, включително съпруга си, Хитлер, Рудолф Хес, Алфред Розенберг и Ернст Рьом. По-късно Хитлер припомня своята ранна асоциация с Гьоринг:
„Аз го харесах, аз го направих ръководител на моята СА, единственият ѝ ръководител, който управляваше СА правилно, и за кратко организира отделение на 11 000 мъже.“
Хитлер и нацистката партия провеждат масови срещи и митинги в Мюнхен и другаде в началото на 20-те години на 20 век, опитвайки се да спечелят привърженици в опит за политическа власт. Вдъхновени от похода към Рим на Бенито Мусолини, нацистите се опитват да завземат властта на 8-и срещу 9 ноември 1923 г. в неуспешен преврат, познат като Бирен пуч. Гьоринг, който е с Хитлер начело на шествието към Министерството на войната, е прострелян в крака. 14 нацисти и 4 полицаи са убити – много от най-влиятелните нацисти, включително Хитлер, са арестувани. С помощта на Карин, Гьоринг заминава в Инсбрук, където му е направена операция и получава морфин за болката. Той остава в болницата до 24 декември. Това е началото на неговата морфинна зависимост, която продължава до задържането му в Нюрнберг. Междувременно, властите в Мюнхен обявяват, че Гьоринг е издирван човек. Семейство Гьоринг с остър недостиг на средства и разчитащо на добрата воля на нацистки симпатизанти в чужбина – се премества от Австрия във Венеция. През май 1924 г. те посещават Рим, през Флоренция и Сиена. Гьоринг се среща с Мусолини, който изразява интерес да се срещне с Хитлер, който тогава е в затвора.
Личните проблеми продължават да се увеличават. До 1925 г. майката на Карин е болна. Гьоринг вече е пристрастен към морфина. Семейството на Карин е шокирано от влошаването му. Карин, болна от епилепсия и слабо сърце, трябва да позволи на лекарите да поемат грижата за Гьоринг, а синът ѝ е взет от баща си. Гьоринг е сертифициран за опасен наркоман и е пратен в убежище в Лангбро на 1 септември 1925 г. Психиатърът му го смята за нормален, а състоянието му било причинено единствено от морфина. Напуска клиниката, но трябва да се върне за по-нататъшно лечение. Той се завръща в Германия, когато е обявена амнистия през 1927 г. и възобновява работата си в отрасъла на самолетите. Хитлер, който написва Mein Kampf в затвора, е освободен през декември 1924 г. Карин Гьоринг, болна от епилепсия и туберкулоза, почива от сърдечна недостатъчност на 17 октомври 1931 г.
Междувременно, НСДАП е в период на възстановяване и чакане. Икономиката се възстановява, което означава, че нацистите нямат възможност да шумят за промяна. СА е реорганизирана, но с Франц фон Саломон, а не с Гьоринг, а Шуцщафел (СС) е основана през 1925 г., първоначално като лични бодигардове на Хитлер. Членството в партията се увеличава от 27 000 през 1925 г. на 108 000 през 1928 г. и 178 000 през 1929 г. На изборите през май 1928 г. партията получава само 12 места от наличните 491. Гьоринг е избран за представител на Бавария. Крахът на Уолстрийт от 1929 г. води до пагубен спад в германската икономика, а на следващите избори НСДАП печели 6 409 600 гласа и 107 места в Райхстага. През май 1931 г. Хитлер изпраща Гьоринг на мисия във Ватикана, където се среща с бъдещия папа Пий XII.
На изборите през юли 1932 г. нацистите спечелват 230 места, за да станат най-голямата партия в Райхстага. По дългогодишна традиция, нацистите имат право да изберат председателя на Райхстага и са в състояние да изберат Гьоринг за поста.

## Пожар в Райхстага
Райхстага пламва в нощта на 27 февруари 1933 г. Гьоринг е един от първите, които пристигат на мястото. Маринус ван дер Любе – комунистически радикал, е арестуван и поема единствената отговорност за пожара. Гьоринг незабавно призовава за репресии срещу комунистите.
Нацистите се възползват от пожара, за да постигнат своите политически цели. Постановлението за пожара в Райхстага, което на следващия ден е гласувано след призива на Хитлер, прекратява основните граждански права и позволява арести без съдебен процес. Действията на Германската комунистическа партия са потиснати и около 4000 членове на комунистическата партия са арестувани. Гьоринг настоява задържаните да бъдат разстреляни, но Рудолф Диелс, ръководител на пруската политическа полиция, пренебрегва заповедта. Някои изследователи, включително Уилям Л. Ширер и Алън Булок, са на мнение, че самите НСДАП са отговорни за палежа.
На Нюрнбергските процеси, генерал Франц Халдер свидетелства, че Гьоринг признава отговорността за пожара. Той казва, че в обяд, проведен на рождения ден на Хитлер през 1942 г., Гьоринг казва: „Единственият, който наистина знае за Райхстага, съм аз, защото го запалих!“ В собственото си изказване в Нюрнберг, Гьоринг отрича тази история.

## Втори брак
В началото на 1930-те години, Гьоринг често е в компанията на Еми Зонеман, актриса от Хамбург. Те се женят на 10 април 1935 г. в Берлин. Сватбата се празнува в огромен мащаб. В нощта преди нея, в Берлинската оперна зала се състои голям прием. Неговата дъщеря Еда Гьоринг, е родена на 2 юни 1938 г.

## Министър в Третия Райх
Когато Хитлер е назначен за канцлер на Германия през януари 1933 г., Гьоринг става министър без портфейл, министър на вътрешните работи на Прусия и комисар по въпросите на въздухоплаването в Райха. Вилхелм Фрик е избран за министър на вътрешните работи на Райха. Фрик и шефът на Шуцщафал (СС) Хайнрих Химлер се надяват да създадат обединена полиция за цяла Германия, но на 30 ноември 1933 г. Гьоринг създава пруски полицейски сили, начело с Рудолф Диелс. Силата е наречена Geheime Staatspolizei, известна като Гестапо. Гьоринг, мислейки, че Диелс не би бил достатъчно безскрупулен, за да използва Гестапо ефективно, за противодействие на мощната СА, предава контрола на Гестапо на Химлер на 20 април 1934 г. До този момент СА наброява над 3 милиона души.
Хитлер е дълбоко загрижен, че шефът на СА Ернст Рьом планира държавен преврат. Химлер и Райнхард Хайдрих планират с Гьоринг да използват Гестапо и СС, за да смажат СА. Членове на СА научават за заговора и хиляди от тях излизат на улицата с яростни демонстрации в нощта на 29 юни 1934 г. Разгневен, Хитлер разпорежда арестуването на ръководството на СА. Рьом е застрелян в килията си, когато отказва да се самоубие. Гьоринг лично прави списъците на задържаните, номерирайки ги в хиляди, и решава кой друг трябва да бъде застрелян. Най-малко 85 души са убити в периода от 30 юни до 2 юли 1934 г., което става известно като Нощта на дългите ножове. Хитлер признава в Райхстага на 13 юли, че убийствата са били напълно незаконни, но твърди, че е бил в ход заговор за сваляне на Райха. Тогава е и приет закон със задна дата, който узаконява убийствата. Всички критики са посрещнати с още арести.
Едно от условията на Версайския договор, който е в сила от края на Първата световна война, заявява, че на Германия не е позволено да поддържа военновъздушни сили. След подписването на пакта Бриан-Келог от 1926 г., са разрешени полицейски самолети. Гьоринг е назначен за министър на въздушния трафик през май 1933 г. Германия започва да натрупва въздухоплавателни средства в нарушение на договора, и през 1935 г. официално се признава съществуването на Луфтвафе с Гьоринг за министър на въздухоплаването на Райха.
По време на заседание на кабинета през септември 1936 г., Гьоринг и Хитлер съобщават, че германската програма за превъоръжаване трябва да се ускори. На 18 октомври, Хитлер назначава Гьоринг за пълномощен представител на Четиригодишния план, за да изпълни тази задача. Гьоринг създава нова организация за администриране на плана и взима министерствата на труда и селското стопанство под негов чадър. Той заобикаля министерството на икономиката в своите решения, до омразата на ръководителя на министерството Ялмар Шахт. Огромни разходи са направени при превъоръжаването, въпреки нарастващите дефицити. Шахт подава оставка на 8 декември 1937 г., а Валтер Функ поема позицията, както и контрола над Райх-банк. По този начин и двете институции са под контрола на Гьоринг, под егидата на Четиригодишния план. През юли 1937 г. е създаден конгломерат Reichswerke Hermann Göring със статут на държавна собственост, макар и начело с Гьоринг – с цел да повиши производството на стомана отвъд нивото, което частното предприятие би могло да осигури икономически.
През 1938 г. Гьоринг участва в аферата „Бломберг-Фрич“, която взима оставките на министъра на войната генералфелдмаршал Вернер фон Бломберг и военния командир генерал Вернер фон Фрич. Гьоринг е свидетел на сватбата на Бломберг и Маргарет Грун, 26-годишна, на 12 януари 1938 г. Информацията, получена от полицията, показва, че младата булка е проститутка. Гьоринг се чувства задължен да каже на Хитлер, но също така вижда това събитие като възможност да се разпорежда с Бломберг. Бломберг е принуден да подаде оставка. Гьоринг не иска Фрич да бъде назначен на тази длъжност и по този начин да бъде негов началник. Няколко дни по-късно, Хайдрих разкрива досие на Фрич, което съдържа твърдения за хомосексуална дейност и изнудване. По-късно обвиненията се оказват неверни, но Фрич губи доверието на Хитлер и е принуден да подаде оставка. Хитлер използва уволненията като възможност да преразпредели ръководството на военните. Гьоринг иска поста на министър на войната, но е отхвърлен. Хитлер поема поста като върховен командир на въоръжените сили и създава подчинени длъжности, за да ръководи трите основни направления на службата.
Като министър, отговарящ за Четиригодишния план, Гьоринг се занимава с липсата на природни ресурси в Германия и започва да настоява Австрия да бъде анексирана към Райха. Провинция Щирия има богати залежи от желязна руда и страната като цяло е дом на много квалифицирани работници, които също ще бъдат полезни. Хитлер винаги е бил в полза на анексията на Австрия, родната му страна. Той се среща на 12 февруари 1938 г. с австрийския канцлер Курт Шушниг, заплашвайки с нахлуване, ако не се случи мирно обединение. Нацистката партия е обявена в Австрия за законна, за да получи властта, а референдумът за обединението е насрочен за март. Когато Хитлер не одобрява формулировката на плебисцит, Гьоринг звъни на Шушниг и австрийския държавен глава Вилхелм Милас да поиска оставката на Шушниг, заплашвайки с нахлуването на германски войски и граждански безредици от членовете на австрийската нацистка партия. Шушниг подава оставка на 11 март. До 5:30 часа на следващата сутрин, германските войски, които са се събрали на границата, влизат в Австрия без съпротива.
Въпреки че Йоахим фон Рибентроп е назначен за министър на външните работи през февруари 1938 г., Гьоринг продължава да се занимава с външните работи. През юли той се свързва с британското правителство с идеята, че трябва да направи официално посещение, за да обсъди намеренията на Германия за Чехословакия. Невил Чембърлейн подкрепя срещата и се говори за подписването на споразумение между Великобритания и Германия. През февруари 1938 г. Гьоринг посещава Варшава, за да потуши слуховете за предстоящото нахлуване в Полша. Той също има разговори с унгарското правителство и през лятото, като обсъжда потенциалната им роля при нахлуването в Чехословакия. На Нюрнбергските митинги през септември, Гьоринг и други оратори осъждат чехите като нисша раса, която трябва да бъде завладяна. Чембърлейн се среща с Хитлер на редица срещи, които водят до подписването на Мюнхенското споразумение (29 септември 1938 г.), което прехвърля контрола върху Судетия към Нацистка Германия. През март 1939 г. Гьоринг заплашва президента на Чехословакия Емил Хаха с бомбардировки на Прага. След това, Хаха се съгласява да подпише комюнике, приемащо германската окупация на останалата част от Бохемия и Моравия.
Въпреки че мнозина в партията не го харесват, преди войната Гьоринг се радва на широка лична популярност сред германската общественост, поради неговата възприемана социалност, цвят и хумор. Като нацистки лидер, който е най-отговорен за икономическите въпроси, той се представя като защитник на националните интереси пред корумпирания голям бизнес и стария немски елит. Нацистката преса е от страната на Гьоринг. Други лидери, като Хес и Рибентроп, завиждат на неговата популярност. Във Великобритания и Съединените щати, някои смятат Гьоринг за по-приемлив от другите нацисти и като възможен посредник между западните демокрации и Хитлер.

## Втора световна война

### Възход по фронтовете
Гьоринг и други високопоставени офицери са загрижени, че Германия може и да не е готова война, но Хитлер настоява да се започне офазнива възможно най-скоро. Нахлуването в Полша, което започва Втората световна война, се състои на 1 септември 1939 г. По-късно през деня, изнасяйки реч в Райхстага, Хитлер назначава Гьоринг за негов наследник като фюрер на Германия, ако нещо му се случи, а Хес му е втората алтернатива. Големите немски победи се редят в бърза последователност. С помощта на Луфтвафе, Полските военновъздушни сили са победени само за седмица. Фалширмйегерите превземат важни летища в Норвегия и завладяват укреплението Ебен-Емал в Белгия. Луфтвафе на Гьоринг играе много важна роля в битките за Нидерландия, Белгия и Франция през май 1940 г.
След падането на Франция, Хитлер награждава Гьоринг с Голям кръст на Железния кръст за успешното му водачество. По време на церемония през 1940 г., Хитлер повишава Гьоринг на райхсмаршал на Великата Германска държава, специален ранг, който го поставя над всички останали фелдмаршали в армията. В резултат на това повишение, до края на войната в Европа той остава военното лице с най-висок ранг в цяла Германия. Той вече притежава Рицарски кръст, който му е връчен на 30 септември 1939 г.
Великобритания обявява война на Германия веднага след нахлуването в Полша. През юли 1940 г. Хитлер започва подготовка за нахлуване във Великобритания. Като част от плана, Кралските ВВС на Великобритания трябва да бъдат неутрализирани. Бомбардировките започват с удари по британските военновъздушни инсталации и други градове и центрове на промишлеността. По това време Гьоринг вече е обявил в реч по радиото, че ако един-единствен вражески самолет прелети над немската земя, неговото име да не е Гьоринг. Тази реч го преследва по-късно, когато британските ВВС започват с бомбардировките си над немски градове на 11 май 1940 г. Макар да е убеден, че Луфтвафе ще победи Кралските ВВС за броени дни, Гьоринг също както и адмирал Ерих Редер (командир на Кригсмарине), е песимистично настроен относно шанса за победа на планираното нахлуване (операция Морски лъв). Гьоринг се надява, че победа във въздуха би била достатъчна, за да накара британците да молят за мир без нахлуване. Операция „Адлертаг“ се проваля, а операция Морски лъв е отложена безсрочно на 17 септември 1940 г. След поражението си в битката за Британия, Луфтвафе се опитват да победят Великобритания чрез стратегически бомбардирвки. На 12 октомври 1940 г. Хитлер отменя операция Морски лъв, поради настъпването на зимата. До края на годината става ясно, че моралът на Великобритания не е засегнат от Блица, въпреки че бомбардировки продължават до май 1941 г.

### Загуби по фронтовете
Въпреки пакта Рибентроп-Молотов от 1939 г., Нацистка Германия предприема нахлуване в Съветския съюз (операция Барбароса) на 22 юни 1941 г. Първоначално Луфтвафе печелят, след като унищожават хиляди съветски самолети през първия месец на сражения. Хитлер и висшия му щаб са сигурни, че кампанията ще приключи около Коледа и не са доставяни войски от запаса или оборудване. Уви, към юли германците разполагат само с 1000 самолета в действие, а загубите сред войските им са над 213 000 души. Направен е избор да се концентрира нападение само в една част от широкия фронт и усилията се насочват към превземането на Москва. След дългата, но успешна битка за Смоленск, Хитлер нарежда на група армии „Център“ да спрат настъплението си към Москва и временно пренасочва танковите групи на север и на юг, за да се подпомогне обграждането на Ленинград и Киев. Тази пауза дава възможност на Червената армия на мобилизира пресни резерви. Лошите метеорологични условия, недостигът на гориво и забавеното строене на военновъздушни бази в Източн Европа, както и прекалено дългите линии за доставки накрая водят до провал на офанзивата към Москва. Въпреки това, Хитлер не позволява дори и частично отстъпление до средата на януари 1942 г. Хитлер решава, кампанията през лятото на 1942 г. ще се концентрира на юг. Битката за Сталинград, основна повратна точка във войната, започва на 23 август 1942 г. с бомбардировки на Луфтвафе. Немската 6-а армия влиза в града, но поради местоположението му на фронтовата линия, все още съществува риск тя да бъде обградена без подкрепления или доставки. Към края на ноември 6-а армия е обградена в хода на операция Уран и Гьоринг обещава, че Луфтвафе ще може да снабдява най-малко 300 тона провизии на ден на войниците, хванати в капан. На базата на тази застраховка, Хитлер заповядва да не се предприема никакво отстъпление. Въпреки обещанието, количеството провизии, които се доставя, никога не надхвърля 120 тона на ден. В резултат на това остатъците от немската 6-а армия, около 91 000 души, се предават в началото на февруари 1943 г.

### Война в Германия
Междувременно, мощта на американските и британските флотове от бомбардировачи нараства. Започва операция по бомбардиране на мишени в Германия. Първият по-голям рейд е отправен срещу Кьолн на 30 май 1942 г. Въздушните удари продължават по-далеч от Англия след като американските изтребители са снабдени със спомагателни резервоари за гориво. Гьоринг отказва да повярва на докладите, че американски изтребители са свалени чак в Аахен през зимата на 1943 г. Репутацията му започва да упада.
Американският P-51 Mustang с обсег за действие от над 2900 km, когато използва допълнителни резервоари с гориво под крилата, започва да придружава бомбардировачи в големи формации към началото на 1944 г. От този момент нататък Луфтвафе започва да търпи загуби на военновъздушен екипаж, които не може да покрива достатъчно бързо. Прицелвайки се в петролни рафинерии и железопътни линии, съюзническите бомбардировачи прекършват немските военни усилия към края на 1944 г. Немските граждани винят Гьоринг за провала му да защити родината им. Хитлер започва да го изключва от конеренции, но запазва ръководните му позиции в Луфтвафе и Четиригодишния план. Тъй като губи доверието на Хитлер, Гьоринг започва да прекарва повече време из именията си. По време на десанта в Нормандия на 6 юни 1944 г. Луфтвафе разполага едва с 300 изтребителя и малък брой бомбардировачи в района на десанта. Съюзниците разполагат с 11 000 самолета.

### Край на войната
Докато съветската армия наближава Берлин, усилията на Хитлер да организира защитата на града стават все по-безсмислени. След последния му рожден ден, който празнува във Фюрербункера в Берлин на 20 април 1945 г., много високопоставени нацисти напускат града, сред които е и Гьоринг. Той пристига в имението си в Оберзалцберг на 22 април. През същия ден Хитлер в изобличителна реч срещу генералите си за първи път публично признава, че войната е изгубена и че смята да остане в Берлин до края и да се самоубие. Също така заявява, че Гьоринг е в по-добра позиция да преговаря за мир. През 1941 г., седмица след началото на настъплението в СССР, Хитлер издава указ, според който Гьоринг е негов наследник в случай, че се спомине.
Алфред Йодъл присъства на гръмката реч на Хитлер и уведомява началник-щаба на Гьоринг, Карл Колер, в среща няколко часа по-късно. Осъзнавайки последствията ѝ, Колер веднага отлита да уведоми Гьоринг, който се страхува, че ще бъде обвинен в измяна, ако се опита да завземе властта. От друга страна, ако не направи нищо, той се страхува, че ще бъде обвинен в изоставяне на дълга си. След известно колебание, Гьоринг преглежда копието на указа от 1941 г., според който той е наследник на Хитлер. Указът не само поставя Гьоринг като първи наследник, но също заявява, че ако Хитлер някога загуби свободата си на действие, Гьоринг има пълната власт да действа от негово име като заместник. След като го обсъжда с Колер и Ханс Ламерс (държавния секретар на канцлерството), Гьоринг заключава, че след като остава в Берлин, очаквайки сигурна си смърт, Хитлер се е лишил от способността да управлява. Всички се съгласяват, че следователно Гьоринг има ясното задължение да вземе властта на мястото на Хитлер. Той също се мотивира и от страха на съперника си, Мартин Борман, който би могъл да завземе властта след смъртта на Хитлер и да нареди Гьоринг да бъде убит като предател. С това наум, Гьоринг изпраща внимателно формулирана телеграма, с която запитва Хитлер за позволение да поеме властта като водач на Германия, наблягайки, че ще действа в качеството си на заместник на Хитлер. Той добавя, че ако Хитлер не отговори до 22:00 часа същата нощ (23 април), той ще приеме, че Хитлер наистина е загубил способността си за действие и ще поеме ръководството на Германия.
Телеграмата е посрещната от Борман, който убеждава Хитлер, че Гьоринг е предател и че телеграмата иска от него да подаде оставка или да бъде покушен. Хитлер изпраща отговор до Гьоринг (подготвен с помощта на Борман), с който го информира, че ако не се оттегли от поста си незабавно, ще бъде екзекутиран за държавна измяна. Малко след това Хитлер премахва Гьоринг от всичките му ръководни позиции и нарежда Гьоринг, щаба му и Ламерс да бъдат поставени под домашен арест в Оберзалцберг. Борман обявява по радиото, че Гьоринг се е оттеглил, поради здравословни причини.
Към 26 април комплексът в Оберзалцберг вече е под атаката на Съюзниците, така че Гьоринг се мести в замъка си в Маутерндорф. В своите последна воля и завещание Хитлер изключва Гьоринг от партията и формално отменя указа, с който го прави негов наследник. След това назначава Карл Дьониц за президент на държавата и командир на армията. Хитлер и Ева Браун се самоубиват на 30 април 1945 г. Гьоринг е освободен на 5 май от преминаваща наблизо единица на Луфтвафе и си проправя път до американските линии с надеждата да се предаде на тях, а не на съветските войски. Арестуван е и е отведен близо до Радщат на 6 май от части на американската 36-а пехотна дивизия. Този ход вероятно спасява живота на Гьоринг – Борман нарежда той да бъде екзекутиран, ако Берлин падне.

## Съдебен процес и смърт
Гьоринг е отведен в лагера Ашкан, временен лагер за военнопленници, намиращ се в Мондорф ле Бен, Люксембург. Тук той престава да взима дихидрокодеин (слаб дериват на морфина), който приема всеки ден, и е поставен на строга диета. Сваля около 27 килограма. Направен му е тест за интелигентност в ареста, на който постига 138 точки. Високопоставените нацисти са прехвърлени през септември в Нюрнберг, където започват поредица военни трибунали през ноември.
След Карл Дьониц, Гьоринг е вторият с най-висок ранг сред нацистките държавници на процесите. Прокуратурата повдига четири обвинения: конспирация, водене на агресивна война, военни престъпления и престъпления срещу човечеството. Без да има позволение да изнесе по-дълго изявление, Гьоринг се обявява за невинен. Съдебният процес продължава 218 дни, като прокуратурата представя случая от ноември до март, а защитата на Гьоринг (първата представена) се състои от 8 до 22 март. Присъдите са произнесени на 30 септември 1946 г. Гьоринг, принуден да мълчи на съдебната скамейка, комуникира мненията си относно съдебния процес чрез жестове, поклащайки глава или смеейки се. Той постоянно си записва неща и си шушне с другите подсъдими, като се опитва да контролира непредвидимото поведение на Рудолф Хес, който стои до него. През почивките по време на процеса Гьоринг се опитва да доминира над останалите обвиняеми и накрая е поставен в индивидуална килия, когато се опитва да повлияе на показанията им. Гьоринг казва на американския психиатър Леон Голденсон, че съдът е „тъп“ за това, че обвинява „дребосъци“ като Функ и Калтенбрунер, вместо да позволи Гьоринг сам да поеме цялата вина. Той също твърди, че не е чувал за повечето от другите обвиняеми, преди съдебния процес.
Капитан Густав Джилбърт, немскоговорещ американски разузнавателен офицер и психолог, интервюира Гьоринг и другите в затвора по време на процеса. Джилбърт си води дневник, който по-късно публикува. В него той описва Гьоринг през вечерта на 18 април 1946 г., когато съдебният процес е прекъснат за три дни покрай Великден:
| „ | Потящ се в килията си вечерта, Гьоринг е предпазлив и свит и не е много щастлив за обрата на съдебния процес. Той каза, че няма власт над действията или защитата на другите, че самият той никога не е бил антисемитски настроен, че не е вярвал на тези зверства и че няколко евреи са се съгласили да дадат показания в негова полза. | “ |

Няколко пъти по време на процеса прокуратурата пуска филми от концлагерите и други зверства. Всички присъстващи, включително и Гьоринг, намират съдържанието на филмите за шокиращо. Той казва, че филмите трябва да били фалшифицирани. Свидетели, сред които Ерхард Милх, се опитват да опишат Гьоринг като умерен човек. Милх заявява, че е било невъзможно да опонираш на Хитлер или да не се подчиняваш на заповедите му и че да направиш нещо подобно обикновено е било равносилно на смърт. Когато сам дава показания, Гьоринг набляга на лоялността си към Хитлер и твърди, че не е знаел нищо относно събитията в концлагерите, които са под контрола на Химлер. Той дава уклончиви и объркани отговори на преки въпроси и има правдоподобни извинения за всичките си действия по време на войната. Той използва трибуната на свидетелите като място за излагане на своята роля в държавата, опитвайки се да се представи като миротворец и дипломат преди избухването на войната. По време на кръстосания разпит главният прокурор Робърт Джаксън прочита протокол от събрание, проведено малко след Кристалната нощ, голям погром от ноември 1938 г. На събранието Гьоринг съставя план да се конфискува еврейското имущество след погрома. По-късно са представени ясни доказателства, че Гьоринг е знаел за избиването на унгарските евреи.
Гьоринг е намерен за виновен по всичките четири обвинения и осъден на смърт чрез обесване. Решението на съда гласи:
| „ | Няма какво да се каже за смекчаване. Гьоринг е често, наистина почти винаги, движещата сила, на второ място след лидера си. Той е водещият военен агресор, както политически, така и военен лидер, той е директор на рабоската трудове програма и създателят на репресивната програма срещу евреите и други раси, в родината си и в чужбина. Всички тези престъпления той откровено си призна. В някои определени случаи може да има противоречие в показанията, но по отношение на широкия очерк, неговите собствени признания са повече от достатъчно обширни, за да може да се заключи вината му. Вината му е уникална по своята огромност. Досиетата не разкриват никакви извинения за този човек. | “ |

Гьоринг апелира да бъде застрелян като войник, вместо да бъде обесен като обикновен престъпник, но съдът отхвърля искането му. Той избягва присъдата си като се самоубива с капсула цианкалий през нощта, преди да бъде обесен. Съществуват няколко теории относно това как Гьоринг се е сдобил с отровата. Според една от тях, Гьоринг подкупва стража със златен часовник, химикалка и табакера. Според друга, Гьоринг получава капсулата в писалка, която му е предадена от стража по молба на жена.
Тялото на Гьоринг, както и телата на екзекутираните хора, е оставено на мястото за екзекуции за свидетелите на екзекуциите. Телата са кремирани в Мюнхен, а праховете им са разпръснати над река Изар.

## Лично имущество
Името на Гьоринг е тясно свързвано с нацистките грабежи на еврейска собственост. Конфискуването на еврейска собственост дава възможност на Гьоринг да трупа лични богатства. Някои от имотите остават за него или ги купува на безценица. В други случаи той получава подкупи, за да позволява на други да крадат еврейска собственост. Той взема рушвети от индустриалци за благоприятни решения като директор на Четиригодишните планове и пари за доставяне на оръжия на испанските републиканци в Испанската гражданска война през Гърция (въпреки че Германия подкрепя националистите на Франко).
Гьоринг е назначен за държавен глава на лова през 1933 г. и глава на немските гори през 1934 г. Той прокарва реформи на законите за горите и работи по защитата на застрашените видове. По това време започва да проявява интерес в гората Шорфхайде, където отделя 400 km2 като национален парк, който съществува и до днес. Там той построява изпипана ловна хижа, Каринхал, в памет на първата си жена, Карин. Към 1934 г. тялото ѝ е транспортирано до това място и е поставено в гробница в имението. Основната хижа е имала голяма галерия за изкуство, където Гьоринг излага творби, които са плячкосани от частни колекции и музеи из Европа след 1939 г. Гьоринг работи тясно с Щаба на райхслайтера Розенберг, организация натоварена с плячкосването на творби на изкуството и културен материал от еврейски колекции, библиотеки и музеи из Европа. Ръководена от Алфред Розенберг, отрядът съставя център за събиране и щаб-квартира в Париж. Около 26 000 вагона пълни със съкровища, мебелировка и други плячкосани предмети са изпратени в Германия само от Франция. Гьоринг често посещава щаб-квартирата в Париж, за да прегледа новите откраднати стоки и да избере предмети, които да бъдат изпратени със специален влак до Каринхал и другите му имоти. Колекцията му наброява около 1500 предмета и е оценена на около 200 милиона щатски долара.
Гьоринг е известен с екстравагантния си вкус и крещящи дрехи. Той има различни специални униформи, изработени за множеството позиции, които заема. Униформата му на райхсмаршал включва палка, покрита с бижута. Ханс Улрих Рудел, най-добрият пилот на Щука през войната, си спомня две от срещите си с Гьоринг, където той е облечен с необичайни дрехи. В първия случай е облечен със средновековен ловен костюм, докато практикува стрелба с лък с лекаря си, а във втория случай е облечен в червена тога, пристегната със златна тока, и пуши необичайно голяма лула. Италианският външен министър Галеацо Чано отбелязва, че веднъж е видял Гьоринг да носи кожено палто, което прилича на нещо, което „висококачествена проститутка носи на опера“. Той прави пищни домашни партита всеки път, когато е завършен етап от строителството на Каринхал, и сменя облеклото си по няколко пъти на вечер.
Гьоринг е известен с покровителството си на музиката, особено опера. Той се забавлява често и пищно и прави големи тържества за рождения си ден. Министърът на въоръжението, Алберт Шпеер, си спомня, че гостите носят скъпи подаръци като пръчки злато, холандски цигари и ценни произведения на изкуството. За рождения му ден през 1944 г. Шпеер подарява на Гьоринг голям мраморен бюст на Хитлер. Често парите за подаръците идват от финансите на държавни служби. За рождения ден на Гьоринг през 1940 г., италианският външен министър Чано му подарява Висш орден на Святото Благовещение. Подаръкът трогва Гьоринг до сълзи.
Дизайнът на щандарта на райхсмаршала включва златен германски орел на син фон, който държи венец, покрит с две палки и свастика. Обратната стана на флага има Голям кръст на Железния кръст, обграден от венец между четири орли на Луфтвафе. Флагът се носи от личен носач на всички обществени събития.
Въпреки че обича да бъде наричан „Железния човек“ (der Eiserne), някога елегантният и мускулест пилот надебелява. Той е един от малкото нацистки водачи, които не се обиждат, когато чуват шеги за себе си, и приема дори и груби шеги като признак на популярност. Германците се шегуват относно егото му, казвайки, че той би носил униформата на адмирал с гумени медали, за да си вземе душ, и относно теглото му, казвайки, че той седи на собствения си стомах

## Съучастничество в Холокоста
Гьобелс и Химлер са много по антисемитски настроени, отколкото Гьоринг, който главно приема такова отношение, тъй като партийната политика го изисква от него. Заместникът му, Ерхард Милх, има еврейски родител. Но Гьоринг подкрепя Нюрнбергските закони от 1935 г. и по-късно предприема икономически мерки, които са неблагоприятни за евреите. Той изисква регистрацията на всякаква еврейска собственост като част от Четиригодишния план. След Кристалната нощ на събрание предлага евреите да бъдат глобени с 1 милиард марки. На същото събрание се дискутират и възможности за отърваване от евреите и тяхната собственост. Решава се те да се сегрегират в гета и да се поощряват да емигрират, а собствеността им да се вземе в програма по ариизация. По време на съдебния си процес, Гьоринг съобщава, че е мислел, че евреите ще бъдат елиминирани само от техните позиции в големите предприятия и държавата.
През юли 1941 г. Гьоринг изпраща писмо на Райнхард Хайдрих, с което му нарежда да организира практическите детайли на Окончателното решение на еврейския въпрос. Когато писмото е написано, много евреи вече са избити в Полша, СССР и другаде. Гьоринг не присъства на Ванзейската конференция, но участва в други събрания, на които се дискутира броя избити хора.
Гьоринг ръководи антипартизанските действия на охранителните батальони на Луфтвафе в Беловежката гора между 1942 и 1944 г., които водят до избиването на хиляди евреи и поляци.
По-малкият брат на Херман, Алберт Гьоринг, мрази нацизма и предлага активна съпротива срещу режима, включително помагане на бягството на затворници от концлагери. Той е арестуван четири пъти, но Херман урежда да бъде освободен всеки път.

## Награди

### Германски
- Железен кръст
  - 2-ри клас (15 септември 1914 г.)[151]
  - 1-ви клас (22 март 1915 г.)[151]
- Pour le Mérite (2 юни 1918 г.)[151]
- Орден на кръвта (9 ноември 1923 г.)[151]
- Сребърни пластинки към ордена Железен кръст
  - 2-ри клас (30 септември 1939 г.)[151]
  - 1-ви клас (30 септември 1939 г.)[151]
- Рицарски кръст (30 септември 1939 г.)[151]
- Голям кръст на Железния кръст за „победите на Луфтвафе през 1940 г. по време на Френската кампания“ (19 август 1940 г.)[152]
- Орден на Церингенския лъв[152]
- Златна партийна значка[151]
- Рицарски кръст с мечове от дома Хоенцолерн[152]
- Орден за военни заслуги на Карл Фридрих[152]
- Данцигски кръст, 1-ви и 2-ри клас[151]

### Чуждестранни
- Орден Св. св. Кирил и Методий (Царство България)[153]
- Орден на Изгряващото слънце (Японска империя, 1943 г.)[154]
- Орден на Михай Храбри (Кралство Румъния, 1941 г.)[154]
- Кралски унгарски орден на Свети Стефан (Кралство Унгария)
- Орден на меча (Кралство Швеция, 1939 г.)[154]
- Орден на св. св. Маврикий и Лазар (Кралство Италия, 1938 г.)[154]
- Висш орден на Светото Благовещение (Кралство Италия, 1940 г.)[154]
- Орден на Короната на Италия (Кралство Италия, 1940 г.)[154]
- Орден на Бялата роза на Финландия (Финландия)[154]

## Цитати
Избрани цитати от речи на Гьоринг:
- „Кой е евреин и кой не, решавам аз!“
- „Първо стреляйте, а после разпитвайте, а ако сбъркате, ще ви прикрия.“
- „Аз нямам съвест. Моята съвест се нарича Адолф Хитлер.“
- „Какво предпочитате – масло или оръдия? Оръдията ни правят силни, а от маслото само се дебелее.“
- „Аз съм единственият, който знае истината за Райхстага, понеже аз го подпалих.“
- „Химлер има мозък и той се казва Хайдрих.“
- „Радвам се, че не съм осъден доживотно, защото осъдените доживот никога не стават мъченици.“
- „Защото, разбира се, хората не искат война... За лидерите, които определят политиката, винаги е лесно да ги тласнат натам... всичко, което е нужно, е да им кажат, че са нападнати и да обвинят пацифистите в липса на патриотизъм и излагане на страната на опасност. Това работи във всяка страна."